# Al-Farouq Aminu

Al-Farouq Ajiede Aminu (Atlanta, 21 de setembro de 1990) é um jogador de basquetebol profissional que atualmente joga pelo Chicago Bulls na National Basketball Association (NBA).
Ele jogou basquete universitário na Universidade Wake Forest e foi selecionado pelo Los Angeles Clippers com a 8° escolha geral no Draft da NBA de 2010. Além dos Clippers, ele também jogou por New Orleans Pelicans/Hornets, Dallas Mavericks e Portland Trail Blazers.

## Carreira no ensino médio
Aminu transferiu-se para Norcross entre o primeiro e o segundo ano, mas foi declarado inelegível e teve que jogar na segunda equipe de Norcross. Em seu primeiro ano, Aminu levou Norcross a um recorde de 30-3 com uma média de 23,1 pontos e 11,2 rebotes.
Aminu foi classificado como um dos melhores recrutas universitários do país da turma de 2008. Ele foi classificado como o 7° melhor do país pela Rivals.com e 13° melhor do pais pelo Scout.com.

## Carreira universitária
Aminu se comprometeu com a Wake Forest em julho de 2007, rejeitando a oferta do Instituto de Tecnologia da Geórgia.
Como calouro durante a temporada de 2008-09, ele foi uma seleção unânime pra Primeira-Equipe de Calouros da ACC. Aminu teve 10 duplos-duplos na temporada. Ele liderou todos os calouros e ficou em sexto lugar na ACC com 8,3 rebotes por jogo. Aminu também ficou em segundo entre todos os novatos da liga com 13,0 pontos por jogo.
Em duas temporadas na universidade, Aminu jogou em 62 jogos e teve médias de 14.4 pontos, 9.4 rebotes, 1.4 assistências, 1.2 roubadas de bolas e 1.3 bloqueios em 30.1 minutos.

## Carreira profissional

### Los Angeles Clippers (2010–2011)

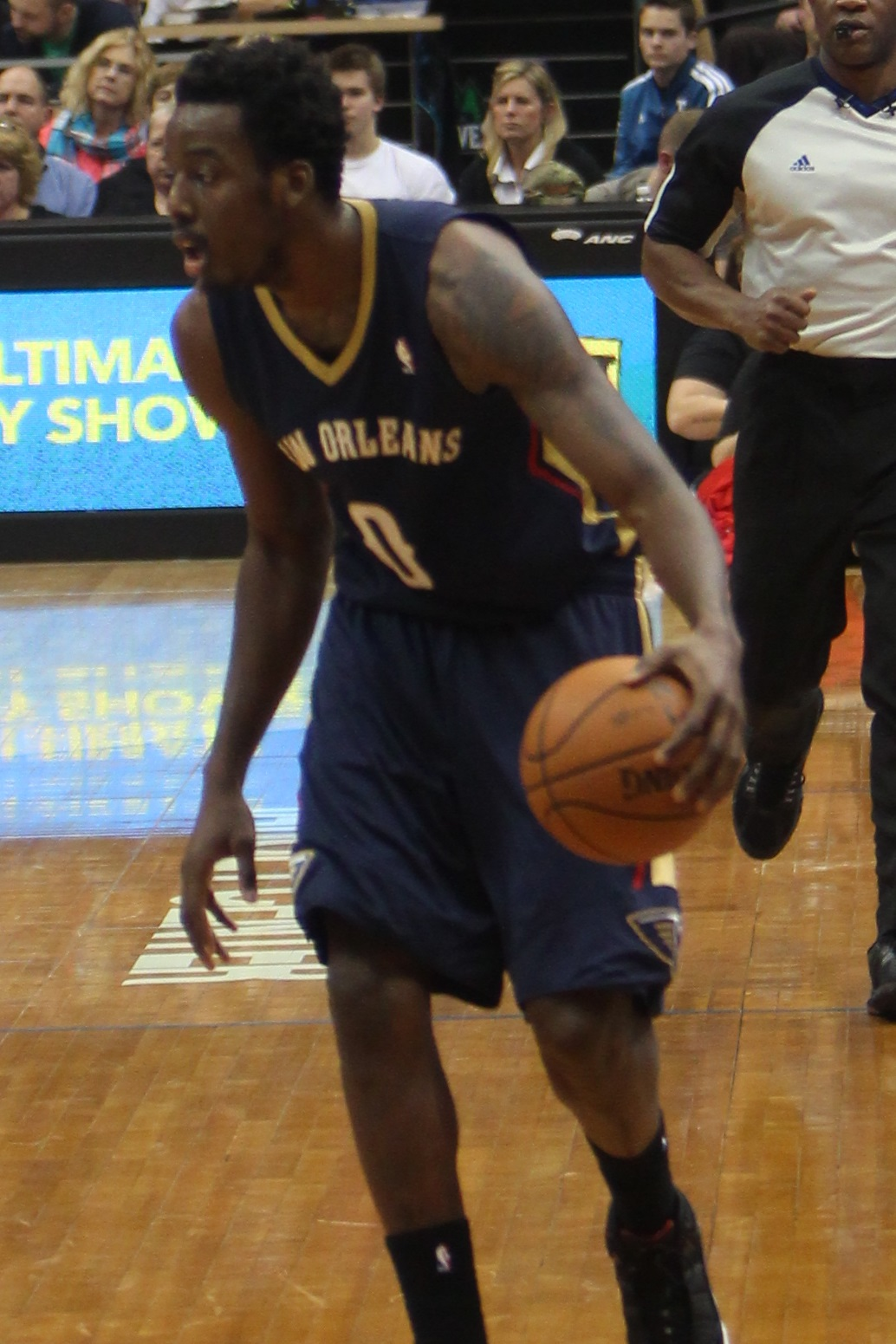
Aminu em 2014 jogando pelos Pelicans

Em 1º de abril de 2010, Aminu contratou um agente e se declarou para o Draft da NBA de 2010. Ele foi selecionado pelo Los Angeles Clippers com a 8° escolha geral.
Em seu oitavo jogo pelo Clippers em 9 de novembro de 2010, ele teve o melhor jogo da temporada com 20 pontos e 8 rebotes contra o New Orleans Hornets.
Em sua primeira temporada, ele jogou em 81 jogos e teve médias de 5.6 pontos e 3.3 rebotes.

### New Orleans Hornets / Pelicans (2011-2014)
Em 14 de dezembro de 2011, os Clippers negociou Aminu, Chris Kaman, Eric Gordon e uma escolha de primeira rodada de 2012 para o New Orleans Hornets em troca de Chris Paul e duas futuras escolhas da segunda rodada.
No jogo final da temporada de 2012-13 em 17 de abril, Aminu registrou 16 pontos e 20 rebotes em uma derrota de 87-99 para o Dallas Mavericks. No dia seguinte, os Hornets mudaram seu nome para Pelicans.
Em 4 de dezembro de 2013, contra o Dallas Mavericks, mais uma vez, Aminu registrou 16 pontos e 20 rebotes em uma derrota de 97-100.
Em suas 3 temporadas em New Orleans, Aminu jogou em 222 jogos e teve médias de 6.9 pontos, 6.3 rebotes, 1.3 assistências, 1.0 roubadas de bolas e 0.6 bloqueios em 25.2 minutos.

### Dallas Mavericks (2014–2015)
Em 29 de julho de 2014, Aminu assinou com o Dallas Mavericks.
Em 20 de fevereiro de 2015, ele teve o melhor jogo da temporada com 17 pontos e 12 rebotes em uma vitória por 111-100 sobre o Houston Rockets.
Nessa temporada, ele jogou em 74 jogos e teve médias de 5.6 pontos e 4.6 rebotes.

### Portland Trail Blazers (2015–2019)
Em 9 de julho de 2015, Aminu assinou um contrato de quatro anos e US $ 30 milhões com o Portland Trail Blazers.
Em 1 de agosto de 2015, ele jogou pelo Team Africa no jogo de exibição da NBA Africa em 2015. 
Ele estreou no Trail Blazers na estréia da equipe contra o New Orleans Pelicans em 28 de outubro, registrando 9 pontos e 8 rebotes em uma vitória por 112-94.
Em 6 de abril, ele marcou 27 pontos em uma vitória de 120-115 sobre o Oklahoma City Thunder, ajudando os Trail Blazers a conquistarem uma vaga na pós-temporada. O Trail Blazers terminou a temporada regular como a quinta melhor campanha na Conferência Oeste com um recorde de 44-38.
Na primeira rodada dos playoffs, o Trail Blazers enfrentou o Los Angeles Clippers e em uma vitória no Jogo 4 em 25 de abril, Aminu registrou 30 pontos e 10 rebotes, ajudando a equipe a empatar a série em 2-2. O Trail Blazers venceu a série por 4-2 e avançou para a segunda rodada, onde enfrentou o Golden State Warriors. No Jogo 3 da série, Aminu registrou 23 pontos e 10 rebotes para ajudar os Trail Blazers a vencer por 120-108, reduzindo a vantagem dos Warriors na série para 2-1. O Trail Blazers perdeu a série para o Warriors em cinco jogos.
Depois de ser titular nos oito primeiros jogos do Trail Blazers da temporada de 2016–17, Aminu foi descartado por algumas semanas com uma lesão na panturrilha em 11 de novembro de 2016. Ele voltou à ação em 5 de dezembro depois de perder 13 jogos e teve três pontos em 17 minutos contra o Chicago Bulls. Mais tarde, ele perdeu quatro jogos em meados de dezembro com dores nas costas.
Em suas 3 temporadas em Portland, Aminu jogou em 293 jogos e teve médias de 9.5 pontos, 7.1 rebotes, 1.5 assistências, 1.0 roubadas de bolas e 0.6 bloqueios em 28.9 minutos.

### Orlando Magic (2019–2021)
Em 6 de julho de 2019, Aminu assinou com o Orlando Magic. Em 1º de dezembro de 2019, o Orlando Magic anunciou que Aminu sofreu um rompimento do menisco no joelho direito e ficaria afastado por tempo indeterminado.

### Chicago Bulls (2021–Presente)
Em 25 de março de 2021, Aminu e Nikola Vučević foram negociados com o Chicago Bulls em troca de Wendell Carter Jr., Otto Porter e duas futuras escolhas de primeira rodada.

## Carreira internacional
Aminu representa a Seleção Nigeriana de Basquetebol. Ele competiu nos Jogos Olímpicos de Verão de 2012. 
Em 30 de agosto de 2015, Aminu, com os D'Tigers da Nigéria, venceu o Afrobasket de 2015 na Tunísia, derrotando a Angola na final por 74-65.

## Vida pessoal
Al-Farouq Aminu é casado com Helina Tekeste Aminu. O casal tem uma filha juntos.
Ele é muçulmano e é descendente de uma linhagem de reis nigerianos. Seu nome se traduz em "o chefe chegou" (Isso também ajuda a explicar seu apelido, "O Chefe"). Seu irmão, Alade Aminu, também é um jogador profissional de basquete.
Aminu e a fundação de sua esposa, Aminu Good Works Foundation, organizam um acampamento anual de basquete na Nigéria desde 2016. O acampamento acontece em Ibadan.

## Estatísticas

### NBA

#### Temporada Regular
| Ano      | Equipe        | PJ  | PT  | MPJ  | AP   | 3P   | LL   | RT  | AS  | BR  | TO  | PPJ  |
| -------- | ------------- | --- | --- | ---- | ---- | ---- | ---- | --- | --- | --- | --- | ---- |
| 2010–11  | L.A. Clippers | 81  | 14  | 17.9 | .394 | .315 | .773 | 3.3 | .7  | .7  | .3  | 5.6  |
| 2011–12  | New Orleans   | 66  | 21  | 22.4 | .411 | .277 | .754 | 4.7 | 1.0 | .9  | .5  | 6.0  |
| 2012–13  | New Orleans   | 76  | 71  | 27.2 | .475 | .211 | .737 | 7.7 | 1.4 | 1.2 | .7  | 7.3  |
| 2013–14  | New Orleans   | 80  | 65  | 25.6 | .474 | .271 | .664 | 6.2 | 1.4 | 1.0 | .5  | 7.2  |
| 2014–15  | Dallas        | 74  | 3   | 18.5 | .412 | .274 | .712 | 4.6 | .8  | .9  | .8  | 5.6  |
| 2015–16  | Portland      | 82  | 82  | 28.5 | .416 | .361 | .737 | 6.1 | 1.7 | .9  | .6  | 10.2 |
| 2016–17  | Portland      | 61  | 25  | 29.1 | .392 | .329 | .706 | 7.4 | 1.6 | 1.0 | .7  | 8.7  |
| 2017–18  | Portland      | 69  | 67  | 30.0 | .395 | .369 | .738 | 7.6 | 1.2 | 1.1 | .6  | 9.3  |
| 2018–19  | Portland      | 81  | 81  | 28.3 | .433 | .343 | .867 | 7.5 | 1.3 | .8  | .4  | 9.4  |
| 2019–20  | Orlando       | 18  | 2   | 21.1 | .291 | .250 | .655 | 4.8 | 1.2 | 1.0 | .4  | 4.3  |
| 2020–21  | Orlando       | 17  | 14  | 21.6 | .404 | .226 | .824 | 5.4 | 1.7 | 1.0 | .5  | 5.5  |
| Carreira | Carreira      | 705 | 445 | 24.5 | .408 | .293 | .742 | 5.9 | 1.2 | 0.9 | 0.5 | 7.1  |

#### Playoffs
| Ano      | Equipe   | PJ | PT | MPJ  | AP   | 3P   | LL    | RT  | AS  | BR  | TO  | PPJ  |
| -------- | -------- | -- | -- | ---- | ---- | ---- | ----- | --- | --- | --- | --- | ---- |
| 2015     | Dallas   | 5  | 2  | 30.0 | .548 | .636 | .789  | 7.2 | 1.2 | 2.0 | 1.6 | 11.2 |
| 2016     | Portland | 11 | 11 | 33.8 | .438 | .400 | .724  | 8.6 | 1.8 | .7  | .9  | 14.6 |
| 2017     | Portland | 4  | 0  | 28.3 | .459 | .412 | .636  | 6.5 | 1.0 | .8  | 1.0 | 12.0 |
| 2018     | Portland | 4  | 4  | 32.8 | .519 | .433 | 1.000 | 9.0 | 1.3 | 1.0 | .5  | 17.3 |
| 2019     | Portland | 16 | 16 | 24.9 | .349 | .294 | .750  | 6.3 | 1.3 | .6  | .6  | 7.4  |
| Carreira | Carreira | 40 | 33 | 29.9 | .462 | .434 | .779  | 7.5 | 1.3 | 1.0 | 0.9 | 12.4 |

### Universidade
| Ano      | Equipe      | PJ | PT | MPJ  | AP   | 3P   | LL   | RT   | AS  | BR  | TO  | PPJ  |
| -------- | ----------- | -- | -- | ---- | ---- | ---- | ---- | ---- | --- | --- | --- | ---- |
| 2008–09  | Wake Forest | 31 | 30 | 29.0 | .516 | .179 | .671 | 8.2  | 1.5 | 1.0 | 1.2 | 12.9 |
| 2009–10  | Wake Forest | 31 | 30 | 31.3 | .447 | .273 | .698 | 10.7 | 1.3 | 1.4 | 1.4 | 15.8 |
| Carreira | Carreira    | 62 | 60 | 30.1 | .481 | .226 | .684 | 9.4  | 1.4 | 1.2 | 1.3 | 14.3 |

Fonte: